# Trolejbusy w Mińsku

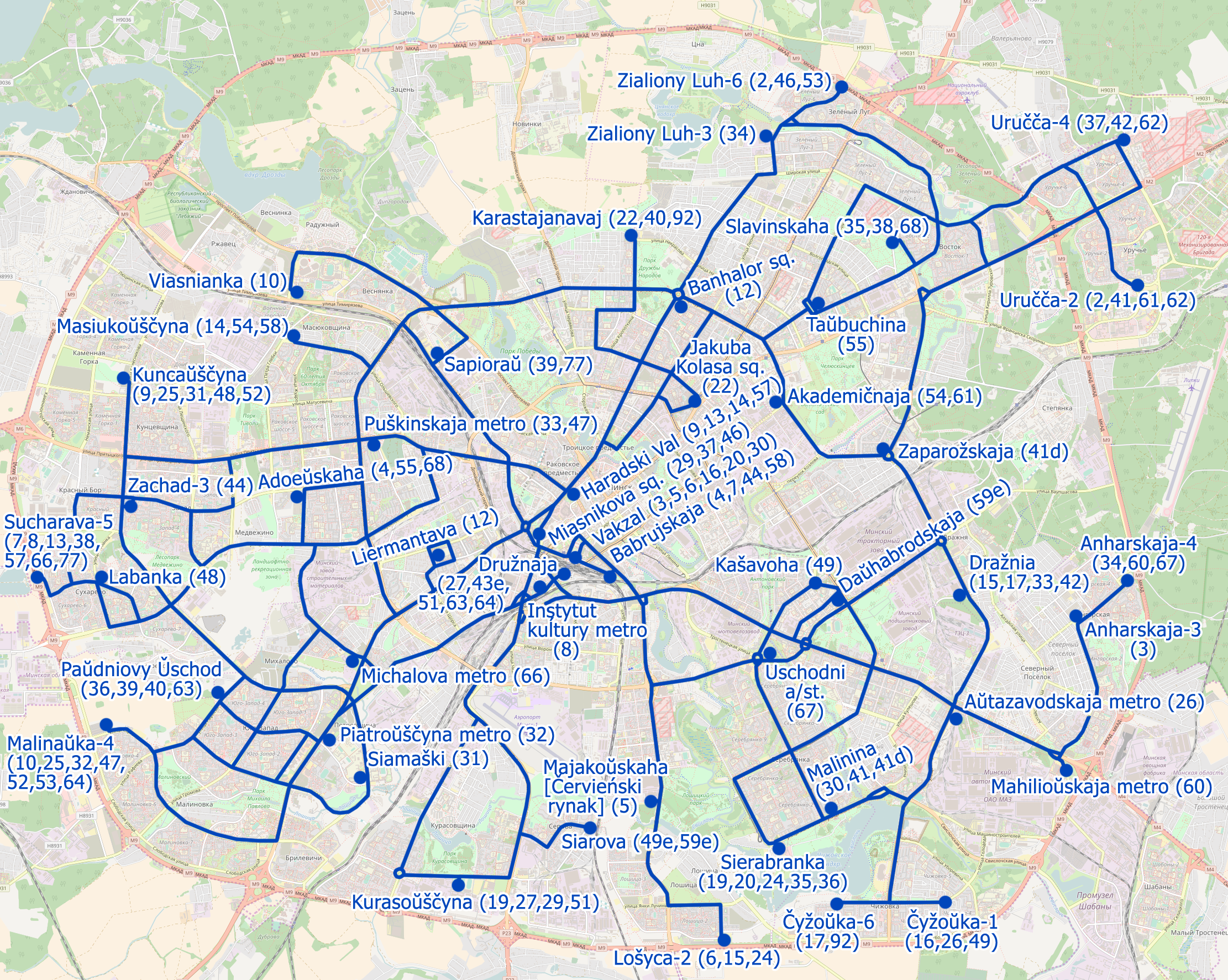
Sieć trolejbusowa (2018)

Trolejbusy w Mińsku (biał. Мінскі тралейбус) - system trolejbusowy w stolicy Białorusi, Mińsku. Jest to największa sieć trolejbusowa na Białorusi, mająca ponad 188 kilometrów, 68 linii zwykłych oraz ponad 1000 trolejbusów wyjeżdżających codziennie na ulice.
Główny trzon sieci stanowią trolejbusy marki Biełkommunmasz: AKSM-101 (36 egz.), AKSM-201 (61 egz.), AKSM-213 (146 egz.), AKSM-221 (148 egz.), AKSM-321 (528 egz.), AKSM-333 (39 egz.) oraz AKSM-42003A (5 egz.). Oprócz tego jeździ 1 trolejbus ZiU-9 oraz 43 MAZy-103T.

## Tabor
| Zdjęcie | Typ                |
| ------- | ------------------ |
|         | AKSM-213           |
|         | AKSM-221/MAZ-103T  |
|         | AKSM-321 / 00 / 02 |
|         | AKSM-333 / 05      |
|         | AKSM-42003A        |
|         | MAZ-203T70         |